# Calathea violacea
Calathea violacea là một loài thực vật có hoa trong họ Marantaceae. Loài này được (Roscoe) Lindl. mô tả khoa học đầu tiên năm 1834.